# Trillina
Trillina es un género de foraminífero bentónico considerado un sinónimo posterior de Quinqueloculina la subfamilia Hauerininae, de la familia Hauerinidae, de la superfamilia Milioloidea, del suborden Miliolina y del orden Miliolida. Su especie tipo era Triloculina strigillata. Su rango cronoestratigráfico abarca desde el Oligoceno hasta la Actualidad.

## Discusión
Clasificaciones más recientes han incluido Trillina en la subfamilia Quinqueloculininae de la familia Quinqueloculinidae.

## Clasificación
Trillina incluía a las siguientes especies:
- Trillina howchini
- Trillina strigillata